# Gunter Funk
Gunter Funk (* 1. November 1949) ist ein ehemaliger deutscher Handballspieler und heutiger Handballtrainer.

## Karriere als Handballspieler
Gunter Funk spielte in seiner aktiven Laufbahn beim SC DHfK Leipzig und bei Motor Eisenach in der DDR-Oberliga.

## Karriere als Handballtrainer
Nach seiner Spielerkarriere war er Co-Trainer der Männer-Handballnationalmannschaft der DDR, parallel dazu von 1982 bis 1987 Juniorentrainer beim SC Leipzig. Von 1987 bis 1991 war Gunter Funk Cheftrainer beim SC Dynamo Berlin (später 1. SC Berlin bzw. HC Preußen Berlin). Mit den Berliner gewann er 1990 die DDR-Meisterschaft. Zu Beginn der Saison 1991/92 wechselte er zum HSV Suhl, später war er bei TuS Nettelstedt-Lübbecke, HSC Bad Neustadt, SG Hessen Hersfeld (Damen), SV Berliner VG 49, dem HC Neuruppin, der zweiten Mannschaft der Füchse Berlin und anschließend bis März 2010 beim HSV Bad Blankenburg als Trainer tätig. Nachdem er zunächst einen Vertrag beim Ludwigsfelder HC unterschrieben hatte, wechselte er im Sommer 2010 zum HC Empor Rostock, wo er als Co-Trainer und ab September 2010 als Trainer tätig war. Ab der Saison 2012/2013 übernahm Gunter Funk das Traineramt beim HC Aschersleben in der 3. Liga Ost. Dort wurde er bereits am 22. November 2012 wieder entlassen. Im Oktober 2013 übernahm er das Traineramt bei dem in der Handball-Oberliga Ostsee-Spree spielenden HSV Peenetal Loitz. Im April 2014 wurde er vom Verein entlassen.
Zu seinen Erfolgen als Trainer zählt der Aufstieg 2008 mit der zweiten Mannschaft der Füchse Berlin in die Regionalliga nach einer verlustpunktfreien Saison.